# Dagshai Cantonment
Dagshai Cantonment es una ciudad y acantonamiento situada en el distrito de Solan,  en el estado de Himachal Pradesh (India). Su población es de 2904 habitantes (2011). 

## Demografía
Según el censo de 2011 la población de Dagshai Cantonment era de 2904 habitantes, de los cuales 1805 eran hombres y 1099 eran mujeres. Dagshai Cantonment tiene una tasa media de alfabetización del 92,66%, superior a la media estatal del 82,80%: la alfabetización masculina es del 95,69%, y la alfabetización femenina del 87,53%.